# 아마노 준
아마노 준(일본어: 天野 純, 1991년 7월 19일~)은 일본의 축구 선수로 포지션은 미드필더이며 현재 요코하마 F. 마리노스에서 뛰고 있다. 울산 현대 시절 K리그 등록명은 아마노였고, 전북 현대 시절 K리그 등록명은 아마노 준이었다.

## 구단 경력
그는 2014년 J1리그의 요코하마 F. 마리노스에 입단했다. 2019년 KSC 로케런로 임대 이적했다. 2022년부터 2023년까지 울산 현대와 전북 현대 모터스에서 뛰었다. 2024년 요코하마 F. 마리노스로 복귀했다.

## 국가대표팀 경력
그는 2018년 9월 11일 코스타리카과의 경기에서 일본 국가대표팀에 데뷔했다.

## 통계
| 일본 | 일본 | 일본 |
| 연도 | 출전 | 득점 |
| ---- | ---- | ---- |
| 2018 | 1    | 0    |
| 통산 | 1    | 0    |

## 수상

### 구단
요코하마 F. 마리노스
- 천황배: 준우승 (2017), 준결승 (2016)
- J리그컵: 준우승 (2018), 준결승 (2016, 2020)
- 일본 슈퍼컵: 준우승 (2014)

울산 현대
- K리그1 : 우승(2022)